# Sociedad anónima deportiva
Una sociedad anónima deportiva (SAD) es un tipo especial de sociedad anónima en España, que fue creado a través de la Ley 10/1990, de 15 de octubre, del Deporte y que fue desarrollado mediante el Real Decreto 1251/1999, de 16 de julio, sobre sociedades anónimas deportivas.

## Necesidad de la legislación específica
La Ley 10/1990 del Deporte, de 15 de octubre, en su preámbulo comenta sobre la necesidad de dotar de esta nueva figura societaria lo siguiente:

(...) En un primer nivel, la Ley propone un nuevo modelo de asociacionismo deportivo que persigue, por un lado el favorecer el asociacionismo deportivo de base, y por otro, establecer un modelo de responsabilidad jurídica y económica para los clubes que desarrollan actividades de carácter profesional. Lo primero se pretende lograr mediante la creación de clubes deportivos elementales, de constitución simplificada. Lo segundo, mediante la conversión de los clubes profesionales en Sociedades Anónimas Deportivas, o la creación de tales sociedades para los equipos profesionales de la modalidad deportiva que corresponda, nueva forma jurídica que, inspirada en el régimen general de las sociedades anónimas, incorpora determinadas especificidades para adaptarse al mundo del deporte. (...)

Con ello el legislador pretendía mejorar la transparencia económica y jurídica de las empresas que operaban en el mundo del deporte profesional en España y abrir la puerta a posibles salidas a bolsa de dichas sociedades. 
Sin embargo, desde la fecha de promulgación de la Ley hasta 2007, no se ha producido la salida a bolsa de ninguna sociedad anónima deportiva.

## Definición
Una sociedad anónima deportiva es un tipo especial de sociedad anónima, por lo que comparte la mayor parte de sus características: se trata de una sociedad de responsabilidad limitada, de carácter mercantil, y cuyos titulares lo son en virtud de una participación en el capital social a través de títulos o acciones. Al tener responsabilidad limitada, los accionistas no responden con su patrimonio personal, sino únicamente con el capital aportado.
Sin embargo, la sociedad anónima deportiva incluye una serie de especialidades para afrontar una serie de problemas y carencias que habían mostrado las sociedades mercantiles que hasta el momento de su creación habían estado trabajando en el mundo del deporte profesional.
El Real Decreto exige que se constituyan como sociedades anónimas deportivas de carácter profesional y ámbito nacional (y no como meras sociedades anónimas) todas aquellas que se encuentran establecidas en el artículo 19 de la Ley 10/1990, de 15 de octubre, del Deporte, las disposiciones transitorias del Real Decreto 1084/1991, de 5 de julio, y en el propio Real Decreto.
En concreto, se puede decir que son aquellas entidades (clubes o equipos profesionales) cuyo objeto social es el desarrollo de algún tipo de deporte en competición de manera profesional en un ámbito nacional. Además su participación en competiciones oficiales se encuentra limitada a una sola modalidad deportiva.
La Ley impuso la obligación de convertirse en S.A.D. a todas aquellas entidades que participaran en las competiciones que la propia Ley considera como profesionales, concretamente, 1.ª y 2ª división de fútbol y la ACB de baloncesto. No obstante, se permitió continuar como clubes deportivos a aquellas entidades que al momento de entrada en vigor en la ley no hubiesen tenido pérdidas en los cuatro ejercicios anteriores (Club Atlético Osasuna) y a los tres clubes que definieron como "históricos" porque nunca habían descendido de la 1.ª División (Real Madrid Club de Fútbol, Fútbol Club Barcelona y Athletic Club).

## Especialidades
La Ley del Deporte enumera una serie de especialidades de las sociedades anónimas deportivas en sus artículos 19 a 29. Entre otras, se pueden citar las siguientes especialidades con respecto a las sociedades anónimas:
- Su objeto social está limitado por la ley a la participación en competiciones deportivas de carácter profesional y, en su caso, la promoción y el desarrollo de actividades deportivas, así como otras actividades relacionadas o derivadas de dicha práctica.
- Deben explicitar su condición de deportivas en su denominación social, cambiando las siglas SA por SAD.
- Se fija un capital social mínimo en función de la media de gastos realizados, y los saldos patrimoniales negativos que debe estar completamente desembolsado.
- Necesidad de aprobación previa para la adquisición de participaciones de más del 25% por parte del Consejo Nacional de Deportes.
- Mayores requisitos de publicidad e información y en particular con respecto al Consejo Nacional de Deportes.
- Imposibilidad de que una SAD tenga acciones en otra SAD de la misma competición deportiva.
- Imposibilidad de adquirir una potencia de voto superior a un 5% en una SAD si ya se tiene otro 5% en otra SAD.
- Obligación de presentación de avales.